# Cristina Daura Mediano
Cristina Daura Mediano (Barcelona, 27 de maig de 1988) és il·lustradora i dibuixant de còmics. Va estudiar il·lustració a l'Escola Massana i en el seu últim any de grau li van concedir una beca per estudiar en el Maryland Institute College of Art de Baltimore.
Ha col·laborat en diferents revistes com Rojo Putón, Kovra o Colibrí, i ha realitzat portades per editorials com Alpha Decay, Blackie Books o Penguin, amb el llibre Everything is illuminated, de Jonathan Safran Foer, per a la col·lecció Essentials.
En el món del còmic ha participat en la web Tik Tok còmics i ha contribuït en el llibre col·lectiu Todas putas (Dibbuks, 2014) amb la història Porno del bueno que va guanyar el premi a Mejor autora revelación en el Salón Expocomic (2015), també ha col·laborat en el projecte de La Ciudad en viñetas (2015) creant un mural en el Centro Cibeles de Madrid. Pel que fa a la música, les seves il·lustracions també són un referent i ha publicat cartells per a concerts i festivals, i portades de discos com El monstruo de la cueva, de Joe Crepúsculo.
L'octubre del 2018 va fer una exposició titulada Todo bien hasta ahora a la galeria El Diluvio Universal on va fer un recull dels treballs de la seva etapa com a autònoma.
Actualment treballa per a publicacions com The New York Times, The New Yorker, The Wire, Businessweek, Süddeutsche Zeitung Magazin, Die Zeit, La República, El País i Nobrow, entre d'altres.